# 獅子倉シンジ

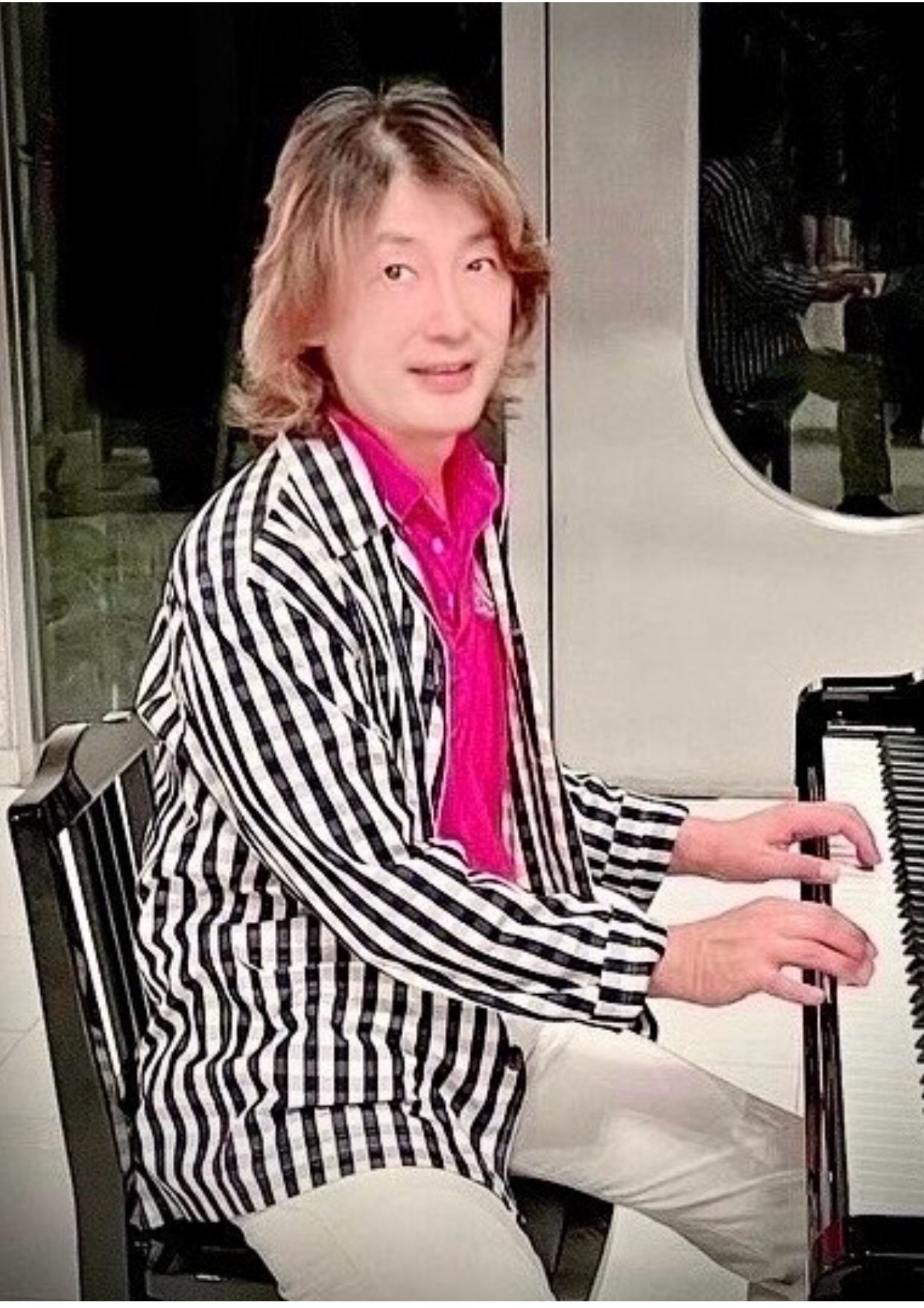
獅子倉シンジ(2023年)

獅子倉シンジ（ししくら しんじ、2月15日-）は、日本の芸術家。バケツ・コーン・ボールを使ったアートポップ・パフォーマンスで知られる現代美術家でありながら、映画監督、写真家、DJ、詩人としての一面も持つ。
コロナ禍に野良猫を保護。それ以降は「保護猫」をテーマにUNESCO（国際連合教育科学文化機関）パリ本部内、ジョアン・ミロホールでの展覧会を皮切りに、2022年よりアメリカ、イタリア、日本、フランスの主要都市で定期的に美術展を行っている。 千葉県出身。多摩美術大学卒業。座右の銘は「芸術は長く人生は短し」。イタリア文化会館（イタリア大使館・文化部）奨学生としてフィレンツェ留学経験を持ち、美術史を学んだ。
1999年より活動を始め、翌年よりバケツ・プロジェクトと称し、バケツでのアート活動を始めた。2002年の6月23日には横浜市にて同市の横浜国際総合競技場にて2002 FIFAワールドカップの決勝戦が行われたのを記念してバケツを重ねた壁をサッカーボールをキックして壊すパフォーマンスを見せた。
2002年にはNHKによるトーク番組、トップランナーにゲスト出演している。

## 主な展覧会
- 1999年1月12日 - 1月17日 初の個展「モーツァルトを絵画する／Painting Mozart」Gallery ES（渋谷区表参道）
- 1999年5月22日 グループ展「嫁入りアンデパンダン」青山スパイラルホール
- 1999年8月23日 - 8月28日 個展「パスタノショウユニコミ／Pasta in stufato di soya」Gallery21+葉（中央区銀座）
- 2000年12月4日 - 12月10日 グループ展「バケツの塔」出品 慶星大学校芸術大学・東来文化会館（釜山）
- 2001年6月21日 - 7月17日 個展「東京☆バケツクラブ」B GALLERY（BEAMS JAPAN）
- 2001年9月29日 第1回横浜トリエンナーレ「横浜バケツ☆キッズ」アートポップ・パフォーマンス 神奈川県民ホールギャラリー（トンチキハウス）
- 2001年11月11日 第1回横浜トリエンナーレ「バケツキック！」アートポップ・パフォーマンス 横浜赤レンガ倉庫
- 2001年12月1日 - 12月25日 個展「新宿バケツ☆ストリート」JR新宿駅（東口）新宿中央通り一帯（商店街と初のコラボレーション企画展）「バケツ☆キッズ」「コーン♡ギャル」「コーン★ボーイ」「バコーン」アートポップ・パフォーマンス＆展覧会
- 2002年4月26日 - 6月10日「ドイツにおけるフルクサス 1962 - 1994」フルクサス裁判・フルクサスファッションショー出演・国立国際美術館
- 2002年8月10日 - 9月23日 個展（「水戸バケツ☆キッズ」アートパフォーマンス・インスタレーション・映像・ワークショップ）「カフェ・イン・水戸」 水戸芸術館、JR水戸駅前オーロラビジョン、水戸駅前商店街
- 2002年6月8日 2002 FIFAワールドカップ記念文化催事・個展「バケツ・キック！」アートポップ・パフォーマンス・日産スタジアム
- 2002年6月23日 2002 FIFAワールドカップ記念文化催事・個展「バケツ・キック！」アートポップ・パフォーマンス・神奈川県立歴史博物館、馬車道
- 2003年3月21日 - 3月22日 個展「バケツ☆キッズ＋バケツ・キック！／ 100人の子どもたちによる、5000個のバケツを使用したパフォーマンス・アート」養老天命反転地
- 2003年4月3日 個展「バケツ・サラーリマン＋バケツキック！」アートポップ・パフォーマンス・NICAF東京国際フォーラム
- 2003年7月8日 - 8月19日 個展「BLUE SUN, PINK EARTH／☆マジカル・ワンダールーム★」B GALLERY（BEAMS JAPAN）
- 2003年9月3日 - 10月24日 パブリックアート「WATER TREE」原宿クエスト
- 2004年4月9日 - 6月14日 個展「目ヂカラ」BEAMS福岡
- 2004年8月19日 - 11月17日 個展「eye2（アイアイ）」BEAMS渋谷
- 2004年11月18日 - 12月28日 個展「eye3（アイアイアイ）」BEAMS渋谷
- 2005年3月1日 - 3月6日 「NHKハート展」日本橋三越本店
- 2005年8月5日 - 8月10日「NHKハート展」和歌山近鉄百貨店
- 2005年9月1日 - 9月18日「NHKハート展」NHK山口放送局放送会館
- 2005年10月15日 - 10月30日「NHKハート展」静岡アーツセンター・グランシップ
- 2005年11月3日 - 11月11日「NHKハート展」くまもと県民交流館パレア
- 2005年11月26日 - 12月11日「NHKハート展」NHKスタジオパークギャラリー
- 2005年12月14日 - 12月25日「NHKハート展」福島市子どもの夢を育む施設「こむこむ」
- 2006年2月11日 - 2月17日「NHKハート展」三越松山店
- 2007年12月 - 20016年3月「MAMUSKA／すみだ川アートプロジェクト」毎年出演 アサヒスーパードライホール（アサヒビール本社）
- 2008年4月18日 - 5月25日「眼力4.0／上海〜東京〜パリ」The Foundry Gallery上海
- 2008年5月22日 - 6月24日 個展「眼力5.0／上海〜東京〜パリ」B GALLERY（BEAMS JAPAN）
- 2008年5月16日 - 5月18日「上海アートフェア」上海展覧センター
- 2008年6月11日 - 6月15日 「杭州アート・フェア」出品
- 2008年12月1日 - 12月30日 個展「眼力5.0／上海〜東京〜パリ」Vitamin Water上海
- 2009年1月2日 - 2015年6月30日 常設個展「眼力6.0／上海〜東京〜パリ」Bistro J ヴェルサイユ by マキシムドパリ
- 2009年1月4日 - 2015年12月30日 常設展示「目ヂカラ7.0 - 8.0 - 9.0」TOKYO CULTUART by BEAMS原宿
- 2013年7月25日 「バコーン」アートポップ・パフォーマンス ヴェルサイユ宮殿・黄金の門（ロイヤルゲート）
- 2014年9月20日「コミュニティ・フレンドシップデー」 「コーン♡ギャル」アートポップ・パフォーマンス　アメリカ大使館
- 2017年6月24日「音楽の日」アートパフォーマンス出演 アンスティチュフランセ東京（フランス大使館・文化部）
- 2018年6月23日「音楽の日」アートパフォーマンス出演 アンスティチュフランセ東京（フランス大使館・文化部）
- 2018年11月3日 - 11月9日 短編映画祭「SAKURA」上映 新宿K's cinema
- 2019年4月20日 - 4月26日 短編映画祭「BUCKET-MEN〜100の言葉・1000のバケツ〜」上映 新宿K's cinema
- 2019年5月17日 - 20日 個展（アートパフォーマンス・映画上映・ワークショップ）「NipPop」ボローニャ大学企画展・バラッカーノ劇場・「イタリア コーン♡ギャル」アートポップ・パフォーマンス・UNESCO世界遺産ポルティコ群
- 2022年6月14日 - 6月23日 グループ展「ワールドピースアート」UNESCO（国際連合科学教育文化機関）パリ本部 ジョアン・ミロホール
- 2022年11月8日 - 11月12日 グループ展「ワールドピースアート」東京芸術劇場
- 2023年4月14日 - 4月30日 グループ展「メイキング・ザ・ビッグワールド」 Priciples GI ニューヨーク
- 2023年6月1日 - 6月25日 グループ展「パレード」The Pop-Hop ロサンゼルス
- 2023年9月17日 - 9月27日 グループ展「アニマル」The Pop-Hopロサンゼルス
- 2023年11月3日 - 5日 個展「守ってあげたい」大阪ジオラマ食堂
- 2023年12月14日 - 12月24日 グループ展「パレード」The Pop-Hop ロサンゼルス
- 2024年5月30日 - 6月9日 グループ展「アニマルフェスタ」The Pop-Hopロサンゼルス
- 2024年6月28日 - 7月11日 グループ展「カフェアート」Principles GI ニューヨーク
- 2024年7月5日 - 7月28日 個展「ねこのほそ道」ココントンギャラリー ベニス
- 2024年12月4日 - 12月24日 個展「猫目力 10／Odd-eyed Cats」文房堂神田ギャラリー
- 2024年11月5日 - 2025年2月28日 グループ展「アニマルウォール」ペーパーバード ロサンゼルス
- 2025年4月30日 - 5月6日 個展「ねこ」展 松坂屋 上野店

## 主なテレビ出演
- 心のスケッチ「バケツ☆キッズ」（2001年6月21日、TBS）
- 新・真夜中の王国「エンターテインメント」（2001年7月12日、NHK BS）
- ニュース「第1回 横浜トリエンナーレ」（2001年9月29日、NHKワールド・プレミアム）
- 新・真夜中の王国「獅子倉シンジ特集」（2001年12月14日、NHK BS）
- トップランナー「02 New Wave」（2002年1月10日、NHK総合）
- あしたまにあーな「獅子倉シンジ展」2002年3月2日、テレビ朝日）
- おはよう日本「カフェ・イン・水戸」（2002年8月10日、NHK総合）
- Live! Love! Eve! LaVita!「獅子倉シンジ・アートポップ・パフォーマンス！」（2003年2月15日、BS-TBS）
- ニュース「国際コンテンポラリーアートフェスティバル2003 TOKYO」2003年4月3日、NHK総合）
- こんにちは いっと6けん「現代アートの旗手・獅子倉シンジ特集」2004年12月24日、NHK総合）
- 美術はたのしっ！「アート探偵団」（2004年8月29日、テレビ東京）
- ニュース「上海アート」（2008年4月25日、DRAGON TV 中国）